# Cresserons
Cresserons är en kommun i departementet Calvados i regionen Normandie i norra Frankrike. Kommunen ligger i kantonen Douvres-la-Délivrande som ligger i arrondissementet Caen. År 2022 hade Cresserons 1 078 invånare.

## Befolkningsutveckling
Antalet invånare i kommunen Cresserons
Referens: INSEE